# 赫拉德·雷弗

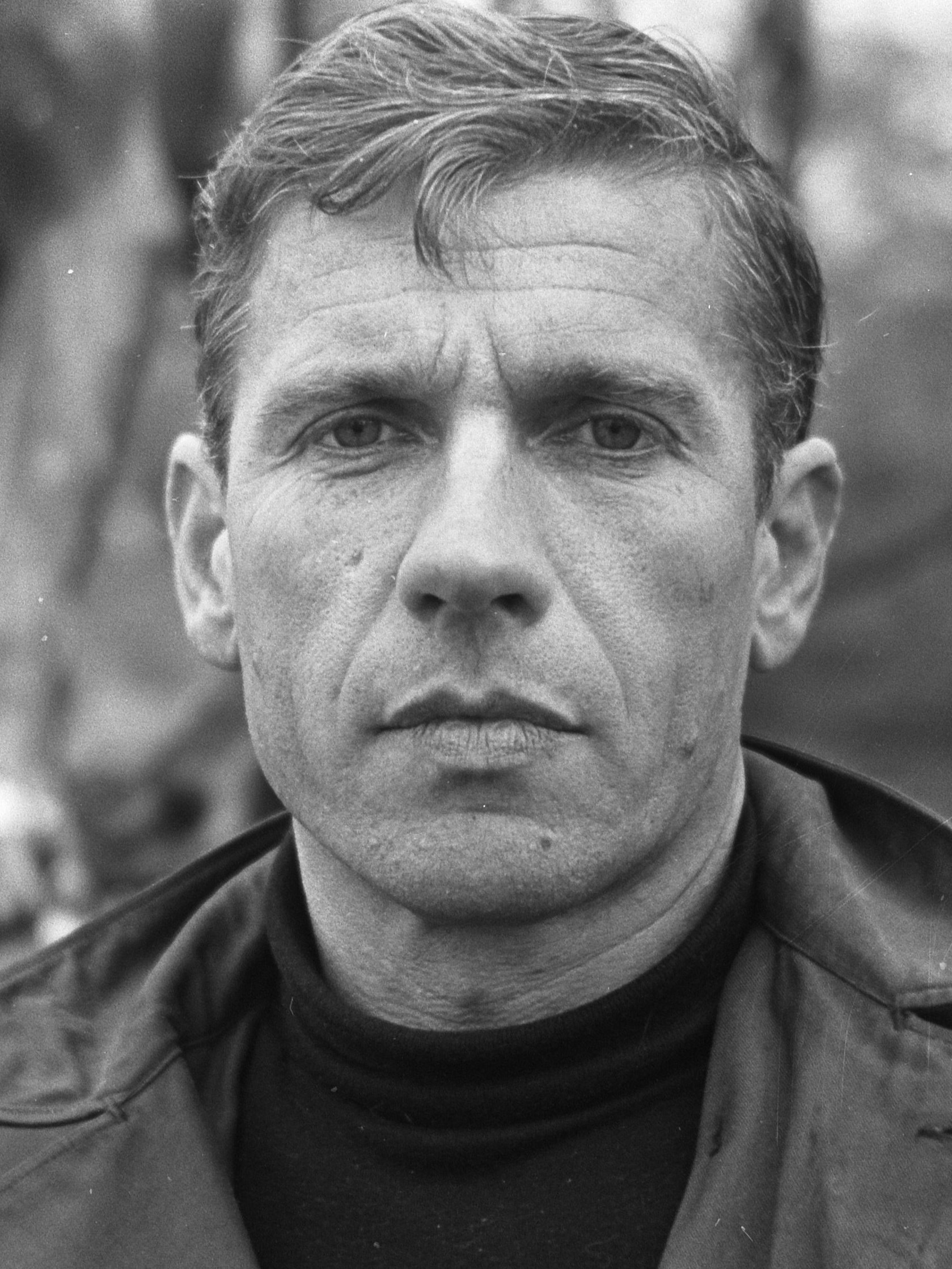
赫拉德·雷弗

赫拉德·雷弗（1923年12月14日– 2006年4月8日）是一位荷兰作家。 他1981年出版的小说被保罗·范霍文改编成電影。赫拉德·雷弗是同性恋，所以他经常在作品中提到男人之间的情欲、性关系和性交。晚年，赫拉德·雷弗患上了阿爾茨海默病，并于2006年4月8日在比利时聚尔特去世，享年82岁。